# Diósgyőri evangélikus templom
A diósgyőri evangélikus templom a diósgyőri vár szomszédságában, a Vár utca 7. szám alatt áll.

## Története
A diósgyőri evangélikusság magját a Mária Terézia idejében itt letelepedett felvidéki szlovák és német ajkú evangélikus lakosság alkotta. Mária Terézia 1740 táján telepítette le a mai egyházközség magvát. Az első időkben nem hoztak létre hitközséget, hanem az arnóti gyülekezethez társultak, ahová a miskolciakkal együtt jártak. Amikor 1781. április 1-jén Miskolc anyaegyház lett, Diósgyőr e hitközséghez leányegyházként csatlakozott. A két település evangélikusai az anyagi és egyéb terheket közösen viselték, s teljesen egyformák voltak jogaik. A kulturális és hitélet ekkor kezdett igazán fejlődni Lakatos György egyháztag házában, amikor gyermekeik nevelése érdekében magániskolát alapítottak. 1798-ban Radvánszky Ferenc közbenjárásával telket kapott a gyülekezet, amelyen imaház és tanítói lakás épült. 1804-ben az imaházhoz már harangláb is tartozott, amelyhez 32 kg súlyú harangot adományozott Radvánszky Ferenc. Ekkor építettek az imaházba oltárt és szószéket is. Mindezek a munkálatok igencsak igénybe vették a hívek segítségét, amit mind anyagilag, mind természetbeli szolgáltatások formájában kapott az egyház. A szegény sorsú hívek szívvel-lélekkel segítették, támogatták az építkezéseket, amennyire tehették, de ez nem volt elég. A miskolci anyaegyháznak nagyobb összeggel tartozott a diósgyőri egyházközség. Miskolc azonban látta rossz anyagi helyzetüket, s elengedte a tartozást. Így sikerült Diósgyőrben új, nagyobb iskolát építeni a tanulni vágyó gyerekek részére. De az anyaegyház nemcsak anyagilag támogatta leányegyházát, hanem lelki gondozásban is nagy szerepet vállalt. Risz Pál, az akkoriban Miskolcon szolgáló lelkész évente négy istentiszteletet tartott Diósgyőrben, ekkor úrvacsorát is vehettek a hívek. Ezeket az alkalmakat kivéve a tanító, vagy a levita tartotta a gyülekezeti alkalmakat. Később Niklay Sándor szuperintendens javaslatára egyházfelügyelőt választottak a diósgyőriek Martinyi Sámuel személyében. Rajta kívül igen sokat köszönhet Diósgyőr az idősebb és az ifjabb Vida Sámuelnek, akik levitaként szolgáltak 1820 és 1840, valamint 1841 és 1866 között. A szabadságharc után Máday Károlyt szuperintendensnek, majd egy év után a gyülekezet lelkészének választották. Az 1862. szeptember 18-iki közgyűlésen a lelkészek tudta nélkül anyaegyházközséggé minősítették magukat a hívek, de ez nem volt átgondolt döntés. Éppen ezért könnyű volt rábeszélni őket az óvatosságra, így a kijelentésüket lelkészük tanácsára visszavonták Tervük megvalósítására türelmesen vártak a megfelelő körülmények létrejöttéig. Ez húsz év múltán jött el, de addig sem tétlenkedtek a hívek és vezetőik, megreformálták az egyházi adó- és pénzügyeket. 1868-ban az egyház 50 hold földet kapott az államtól, de birtokbavétele nem ment túl egyszerűen. A római katolikus plébános mindenáron meg akarta szerezni a birtokot, így perbe szállt a két gyülekezet. A pert Máday Károly lelkész, Kraudy Antal felügyelő és Clementisz Ferenc ügyész segítségével az evangélikusok nyerték. Az így kapott földet ifjabb Vida Dániel levita bérelte az egyháztól, s egy hold nagyságú faiskolát létesített. A gyülekezet tagjainak száma ekkor már 450 körül mozgott, s az imaház is kicsinek bizonyult. A lelkész a gyülekezet nevében a minisztériumhoz irt egy kérvényt, melyben 400 négyszögölnyi telket igényelt építkezés céljából. Alapítottak egy 12 fős bizottságot, amely a templomépítés munkálatait szervezte. Szinte teljes egészében a hívek adományaiból épült a templom, s ezeket a hozzájárulásokat a bizottság tagjai gyűjtötték. 1898. július 3-án tartották a templom alapkő-letételét, s rövidesen az építkezés is elkezdődhetett a gyülekezeti tagok segítségének köszönhetően. Ekkor már Diósgyőr is anyaegyházközség volt, s lelkészét, Vermes Károlyt Zelenka Pál miskolci evangélikus püspök iktatta be tisztébe. A templomépítés gyorsan haladt, s 1902. november 9-én megtarthatták a templomszentelőt. A két harangot Kulcsár Károly gondnok adományozta, a feszületet, az oltárképet és a gyertyatartókat a miskolci gyülekezettől kapták. A templomszenteléskor Túróczy Pál főesperes új felügyelőt iktatott be tisztjébe, dr. Görgey László személyében. A gyülekezet csak 1896-ban alakult önálló egyházközséggé. Nemes Károly lelkész vitte végig az építkezés ügyét. A templom melletti parókiát 1898 és 1899 között építették. 1898 nyarán kezdtek hozzá a templom építéséhez, és 1902-ben szentelték fel. Tervezője Szvetlik Mátyás és Murányi Lajos volt. A templomépítő lelkész nevét emléktáblán örökítették meg. Az egyházi épületek a Diósgyőri vár elővárára épültek, ez az alapok ásásánál derült ki.

## A templom
A templom eklektikus stílusú, egytornyú és kereszt alaprajzú. Bejárata az északi oldalon nyílik. A templom falai tégla és vakolat-borításosak. Az északi főhomlozaton enyhén előreugró középrizalit van (szélein kváderes díszítéssel), amelyet teljes egészében vakolat borít. A bejárat felett ikerablak található. A főpárkány felett a középrizalitra félkör timpanon van benne körablakkal. A főhomlokzaton a középrizalit mellett mindkét oldalon egy félköríves ablaknyílás töri meg a falat, alattuk egy-egy négyzetablakkal. A főpárkány felett, a félkörös timpanon mellett baluszteres oromfal helyezkedik el szélein díszvázákkal (a felújítás után nem kerültek vissza). A tornyon négy egyenes záródású ablak van, mind köténydísszel, melyek felett párkány húzódik és konzolos, záróköves szemöldökkel. Az ablakok felett vannak az órák helyei. (Mindig csak helye volt az óráknak, mert órája a templomnak sose volt.) Az óraíves órapárkány felett íves párkányokkal és trapézdíszítéssel zárul a templom tornya. A toronysisak egykor szép bronzsisakját a felújítás után sajnos eltüntették és helyét egy másikkal pótolták. A templom tornya 41 méter magas, benne három harang helyezkedik el. A harangokat a soproni Seltenhofer Frigyes öntötte 1902-ben. Közülük a 377 kilogramm súlyú a Magyar Rádió (Kossuth Rádió) déli harangszójában is megszólalt. A másik kettő egy 150 kilós acélharang és egy 80 kilós kisharang.
A templom felújítását 2007-ben fejezték be.

## Képek

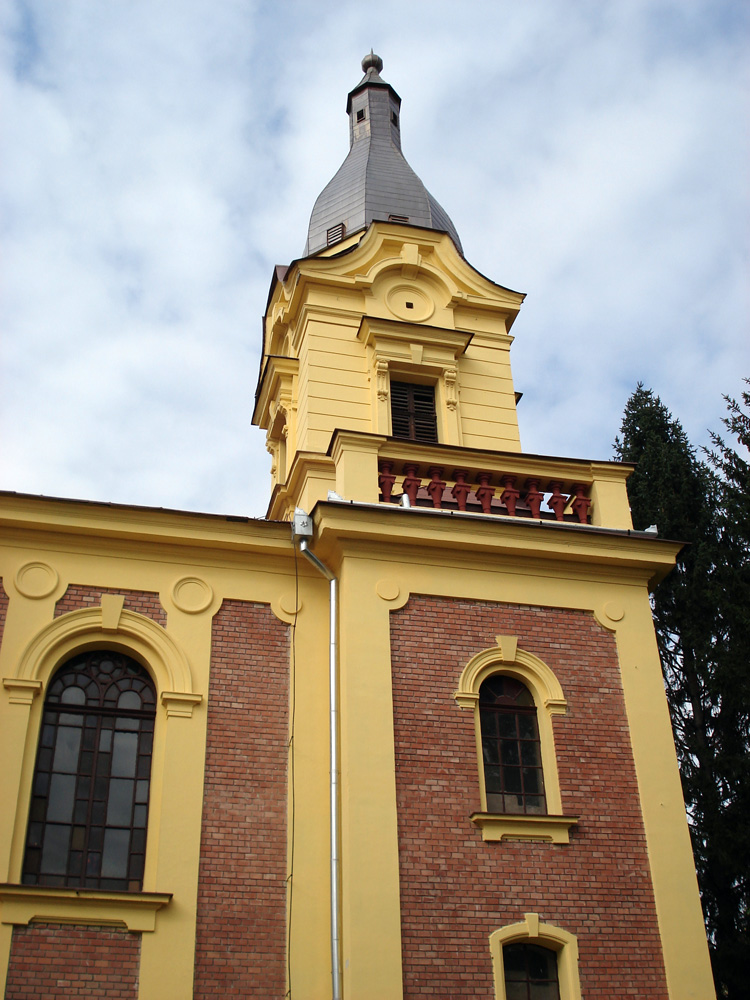
A templom tornya
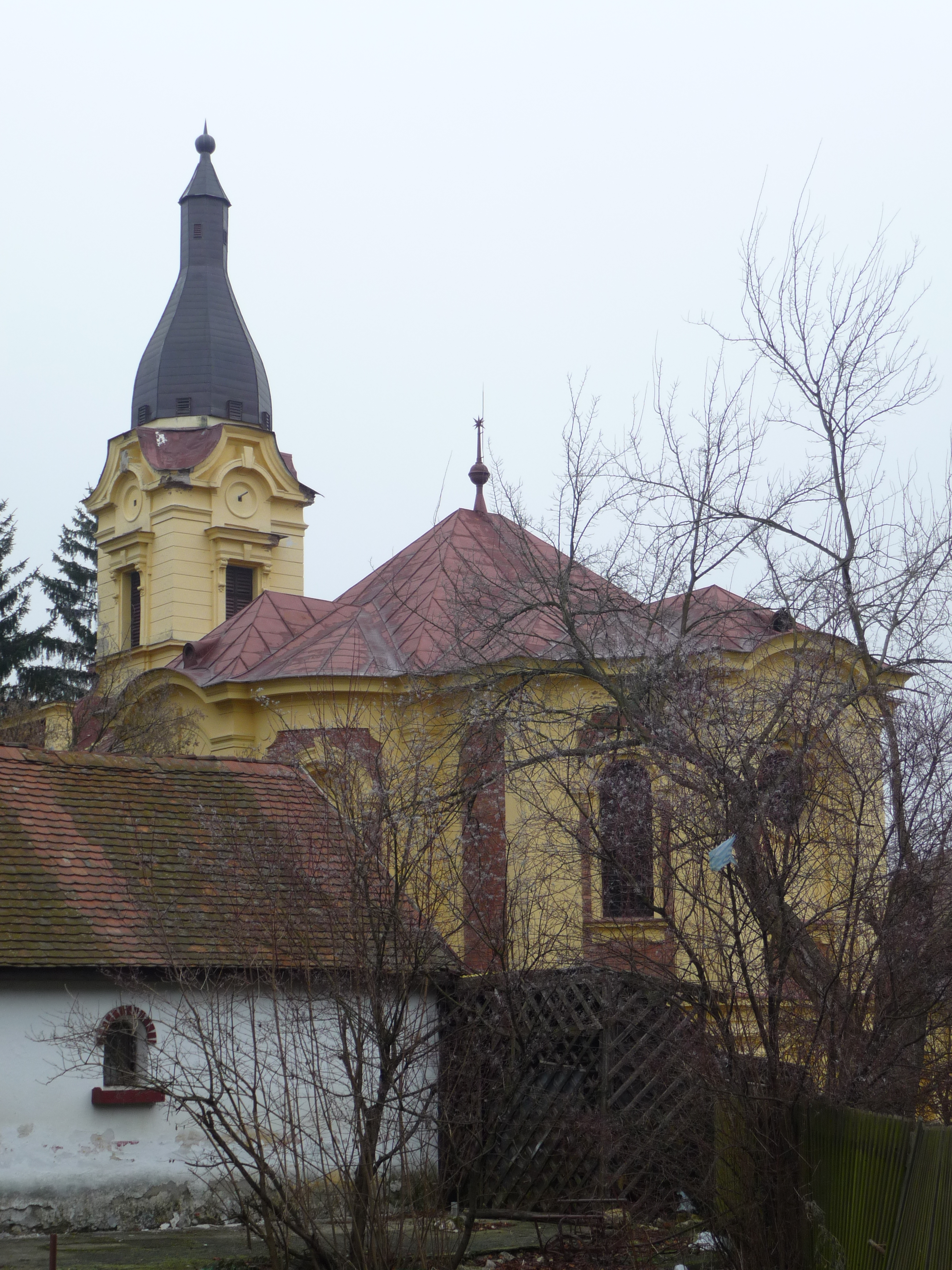
A templom délnyugatról
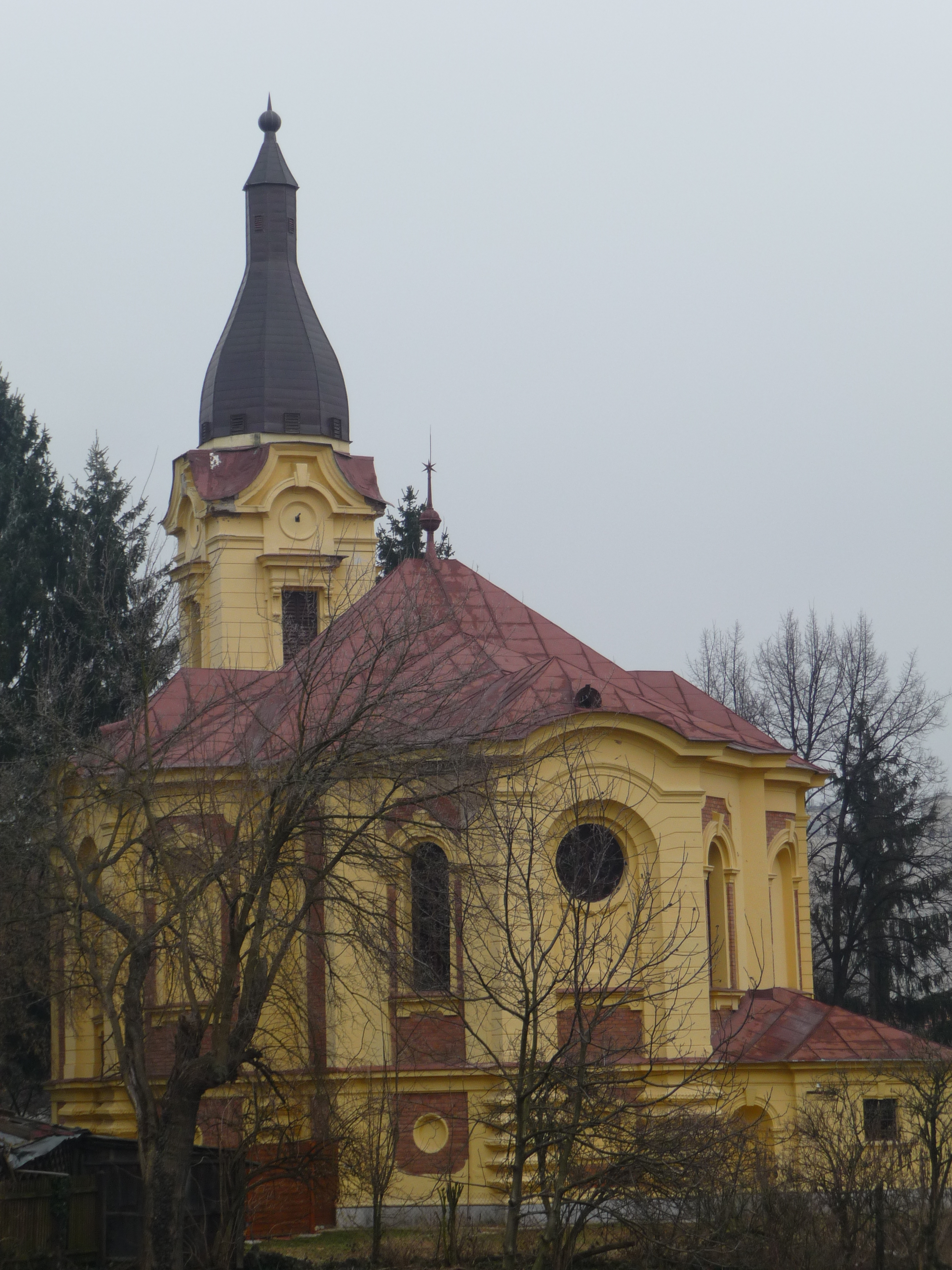
A templom és a sekrestye
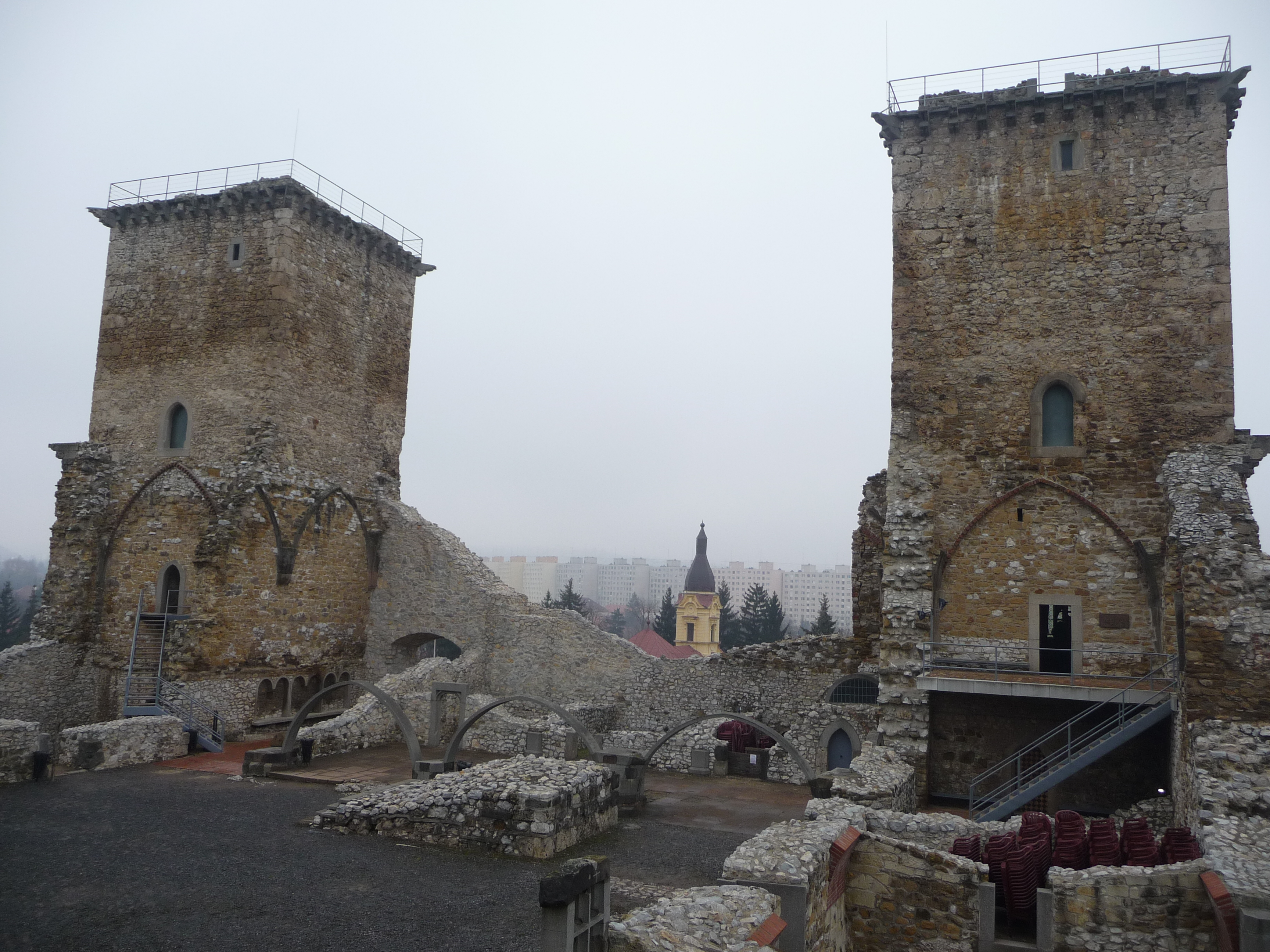
A templom látképe a Diósgyőri várból